# 保罗·迪兰
保罗·约瑟夫·迪兰（法語：Paul Joseph Durin，1890年1月3日—1955年5月24日），法国男子体操运动员。他曾获得1920年夏季奥运会体操比赛男子团体全能铜牌。他也参加了1908年夏季奥运会。